# 原绿发藻属
原绿发藻属为伪鱼腥藻科的一个属。该属的模式种为荷兰原绿丝蓝细菌（Prochlorothrix hollandica）。

## 下属物种
- 荷兰原绿发藻属 Prochlorothrix hollandica Burger-Wiersma et al. 1989